# Стоунхендж
Стоунхендж, Стонхендж (англ. Stonehenge [stəʊ̯n'hɛndʒ]) — внесённое в список Всемирного наследия каменное мегалитическое сооружение (кромлех) в графстве Уилтшир (Англия). Находится примерно в 130 км к юго-западу от Лондона, примерно в 3,2 км к западу от Эймсбери и в 13 км к северу от Солсбери.
Один из самых знаменитых археологических памятников в мире. Стоунхендж состоит из кольцевых и подковообразных сооружений, построенных из больших менгиров. Он находится в центре самого плотного комплекса памятников неолита и бронзового века в Англии. Сам памятник и его окрестности были включены в список Всемирного наследия ЮНЕСКО в 1986 году вместе с Эйвбери. Стоунхендж передан британской короной в управление «Английскому наследию», тогда как ближайшие окрестности принадлежат Национальному фонду.

## Этимология
Точный перевод старинного староанглийского названия Стоунхенджа — Stanhengues (Станхенг) остаётся довольно неопределённым. Хотя переводы делались ещё в Средневековье, что давало «подвешенные камни» или «висячие камни». Менее убедительные варианты — «каменная петля» и «каменная курица» ассоциировались с виселицей, так как виселицы представляли собой перекладину на двух стойках.
Современное название Stonehenge имеет значение «каменный хендж», то есть «каменный круг», так как вторая часть слова послужила для создания археологического термина хендж — ритуального круга из грунтового вала со рвом по внутренней стороне.

## Описание памятника
На плане выделяются:

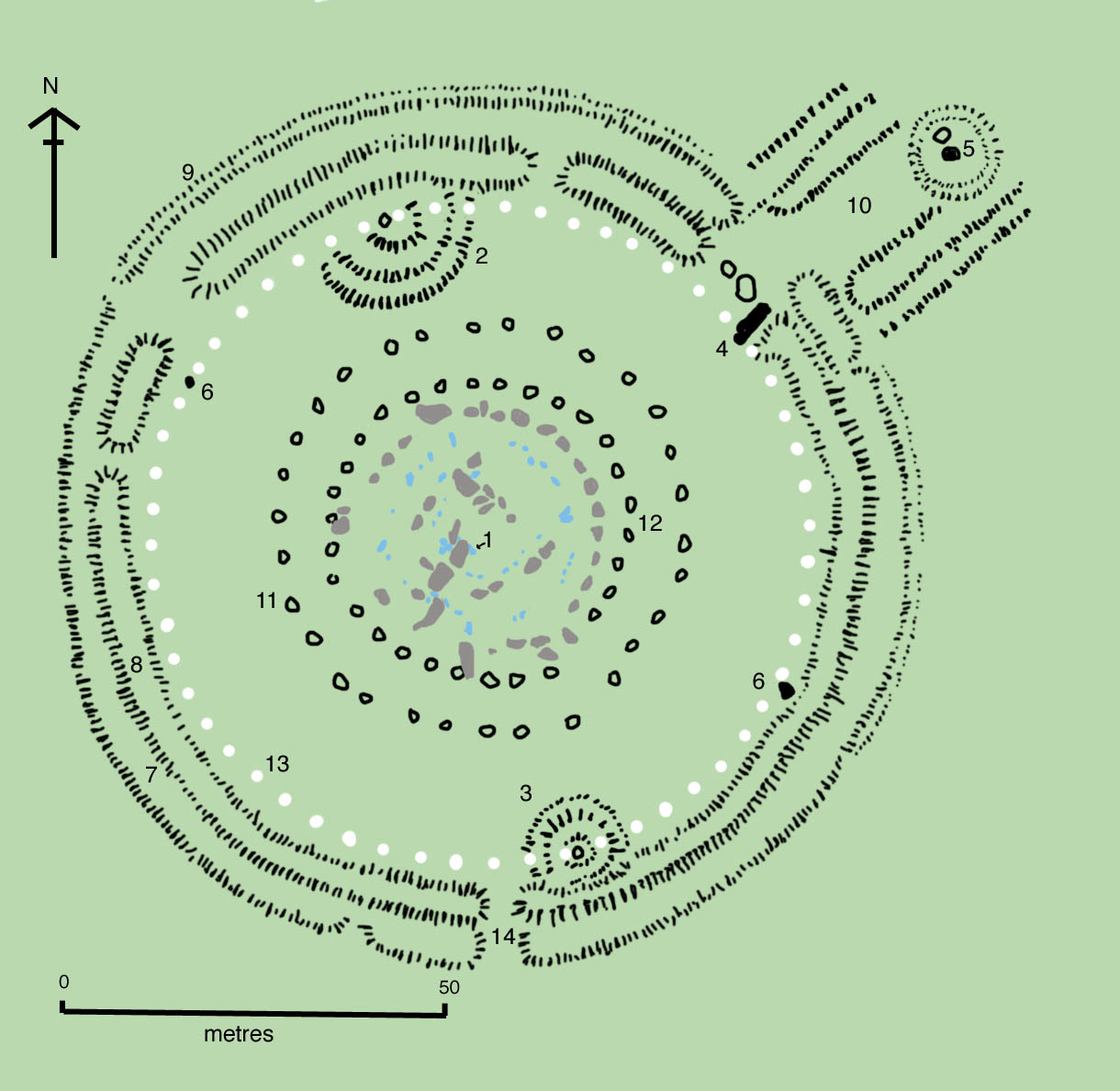
План Стоунхенджа

1 — алтарный камень, шеститонный монолит зелёного слюдяного песчаника из северо-восточной Шотландии;

2 — курган без могил;

3 — курган без могил;

4 — упавший камень 4,9 метров в длину (Slaughter Stone — эшафот);

5 — Пяточный камень (Heel Stone);

6 — два из первоначально четырёх вертикально стоящих камней (на плане нач. XIX века их положение указано иначе);

7 — ров (канава);

8 — внутренний вал;

9 — внешний вал;

10 — авеню, то есть параллельная пара рвов и валов, ведущая за 3 км на реку Эйвон; сейчас эти валы едва различимы;

11 — кольцо 30 ям, т. н. Y лунки; в 1930-х лунки были обозначены круглыми столбиками, которые теперь убраны;

12 — кольцо 30 ям, т. н. Z лунки;

13 — кольцо 56 ям, известный как лунки Обри (Aubrey holes);

14 — малый южный вход.
Камни, сосредоточенные в центре Стоунхенджа, обозначены на плане цветом: серым — для валунов песчаника (сарсена) и синим — для ввозимых издалека камней, главным образом голубых камней (bluestone). Эти каменные глыбы были доставлены на место строительства Стоунхенджа, вероятно, с расстояния в 380 км — примерно с восточной части Уэльса, поскольку это ближайший каменный карьер. Расположение камней реконструировал Уильям Стьюкли в середине XVIII века, дальнейшие исследования внесли в него незначительные коррективы (см. круговую панораму).
30 сарсеновых камней образуют круг диаметром 33 м. Эти камни достигают высоты 4,1 м, ширины 2,1 м и веса около 25 тонн. Сверху на них положены камни-перемычки длиной около 3,2 м и шириной 1 м и толщиной 0,8 м так, что вершины перемычек находятся на 4,9 м над уровнем земли. Камни закреплялись при помощи системы «паз и шип». Дуга внешнего кольца из 13 камней сохранилась вместе с перекрытиями. На плане перемычки не указаны.
В пределах этого круга стояло пять трилитов из сарсена, образуя подкову, открытую в сторону авеню. Их огромные камни весят до 50 тонн каждый. Трилиты устроены симметрично: самая маленькая пара трилитов была 6 м высотой, следующая пара немного выше, а самым большим был единственный центральный трилит высотой в 7,3 м. К XIX веку сохранилось только два трилита с юго-востока и одна сильно согнутая опора центрального трилита. В первой половине XX века был восстановлен один трилит с северо-запада и выправлена опора центрального трилита, чем был полностью изменён вид комплекса с северо-запада. Форму кольца и подковы повторяют кольцо без перекрытий и подкова из голубых каменей.

## История изучения
В 1740 году Стоунхендж обследовал известный британский архитектор Джон Вуд Старший. Он же создал наиболее точный для того времени план Стоунхенджа с комментариями, который был снабжён аннотациями сотен проведённых им измерений. Интерпретация Вудом этого памятника как места языческого ритуала друидов подверглась резкой критике. Однако, его исследование имеет огромную археологическую ценность, поскольку оно зафиксировало камни Стоунхенджа за пятьдесят лет до обрушения западного трилита (который упал в 1797 году и не восстанавливался до 1958 года). Масштабы реставраций, предпринятых в 1901—1965 годах, стали предметом резкой критики, журналистских расследований и даже заблуждений в начале XXI века. В частности уже в XXI веке появились теории заговора о том, что Стоунхендж не древняя постройка, а творение ХХ столетия, что не является правдой. Кристофер Чайппиндэйл, хранитель Музея археологии и антропологии при Кембриджском университете, указывал, что "почти все камни были тем или иным образом затронуты".

Стоунхендж по реконструкции Уильяма Стьюкли
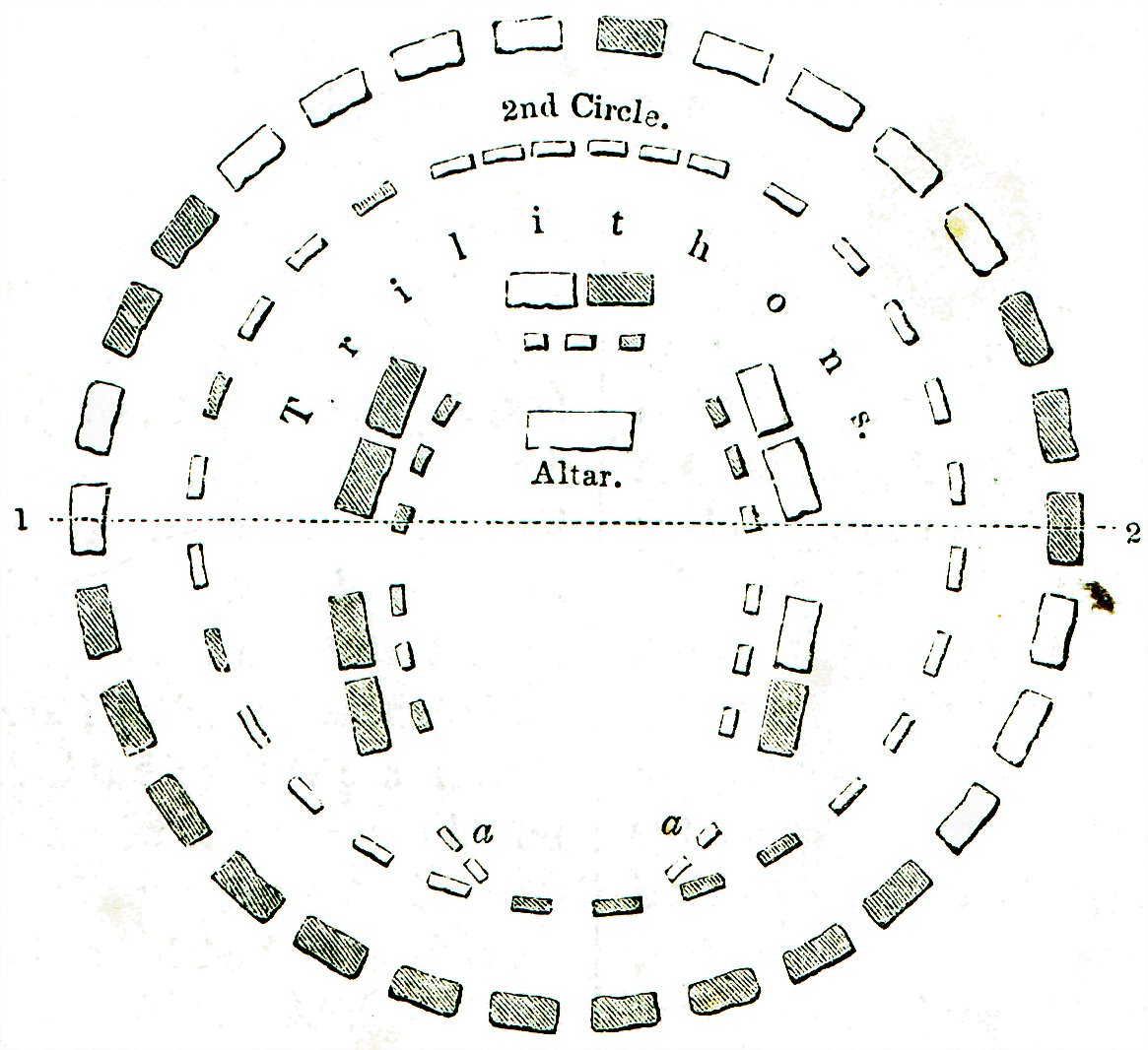
План
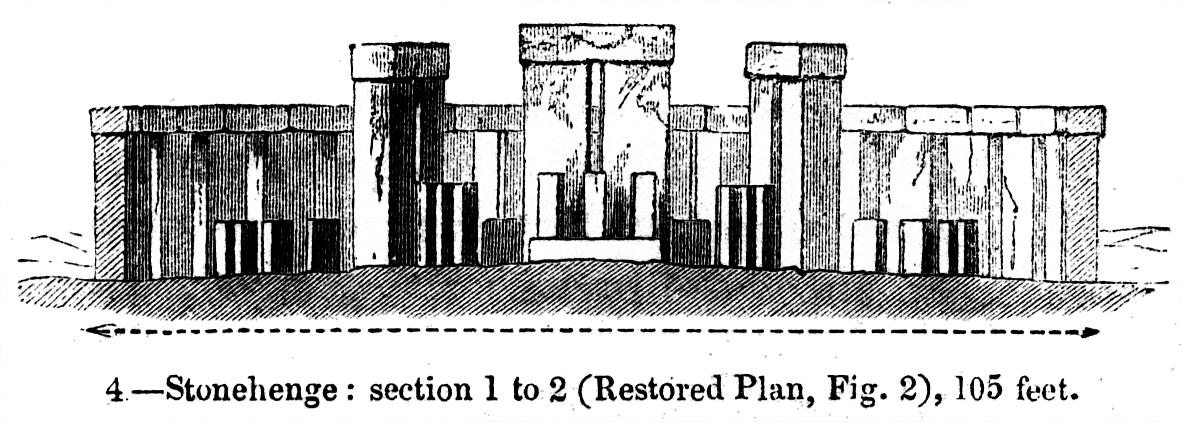
Разрез по линии 1—2
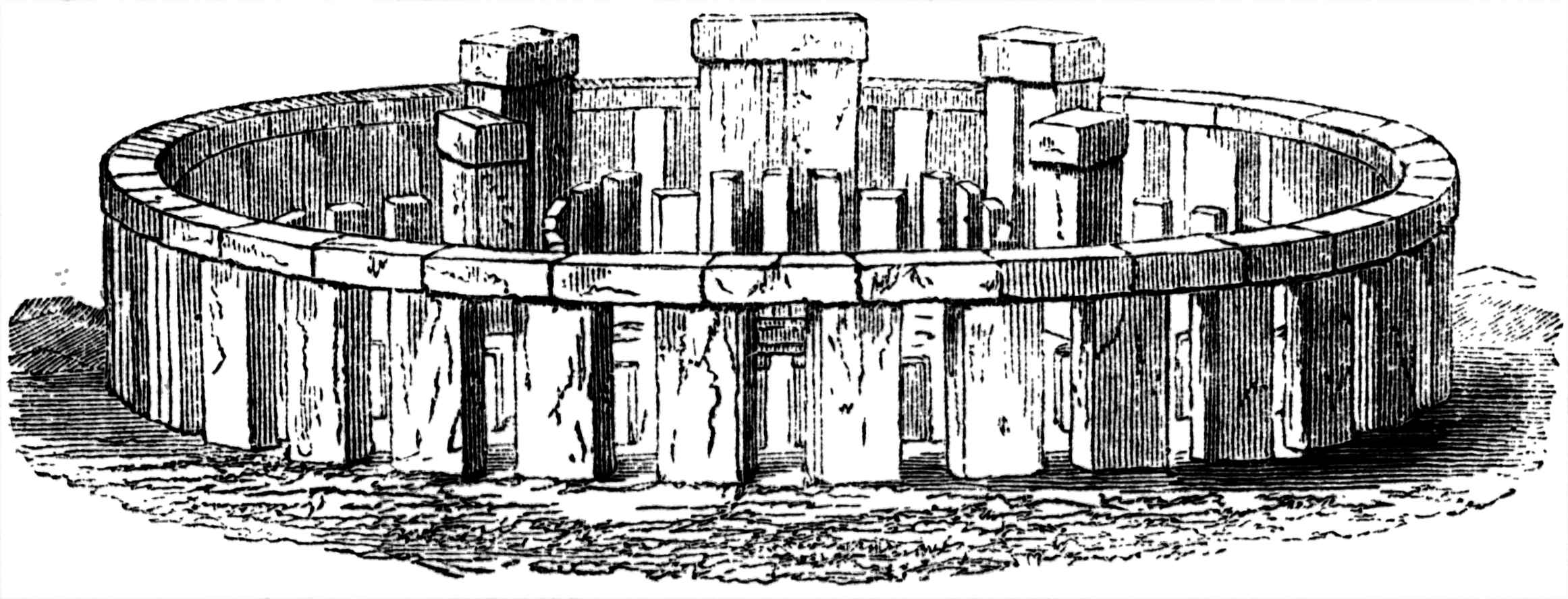
Общий вид

Стоунхендж до и после реставрации. Вид с северо-запада
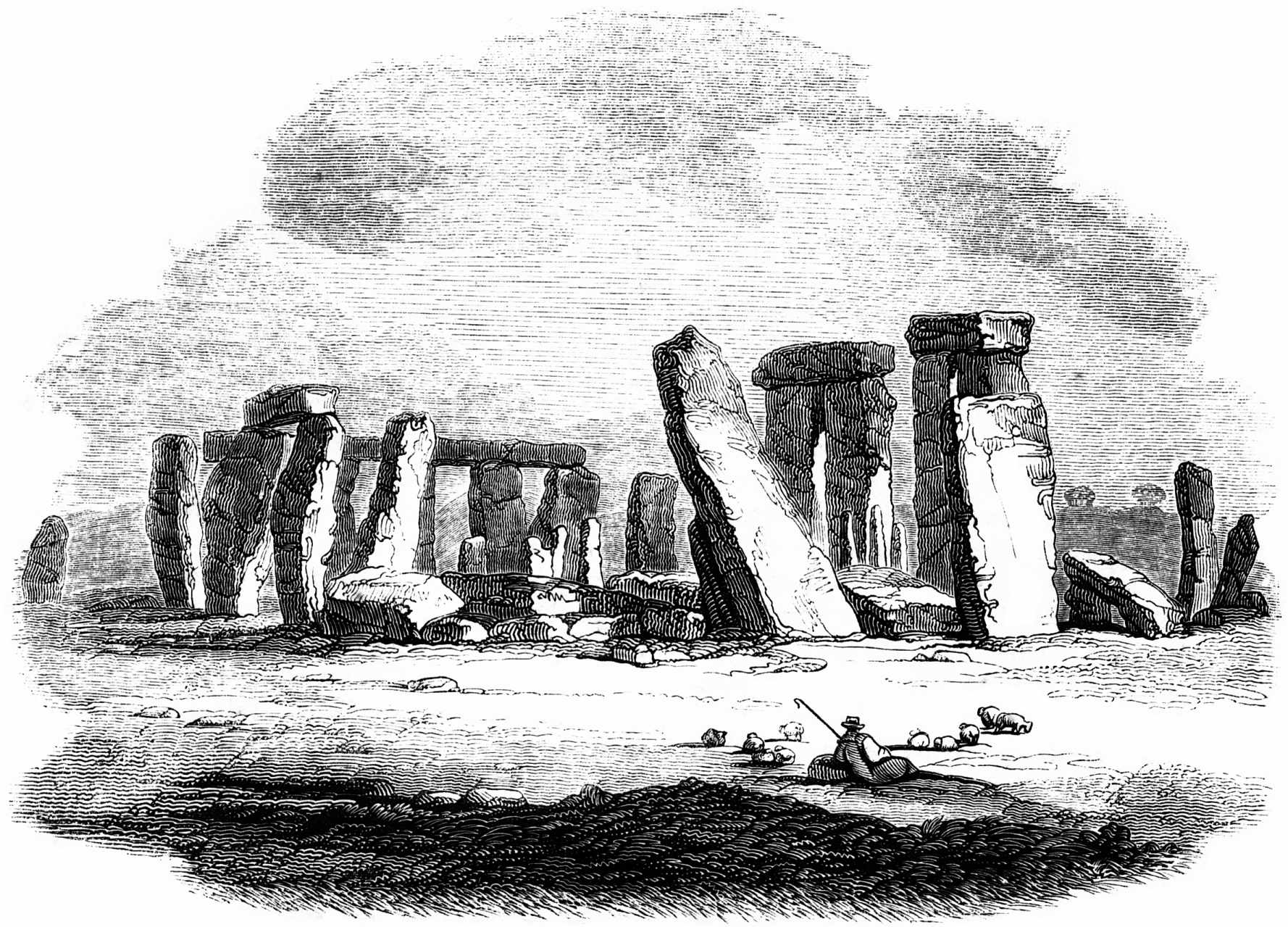
Начало XIX века
Конец XIX века
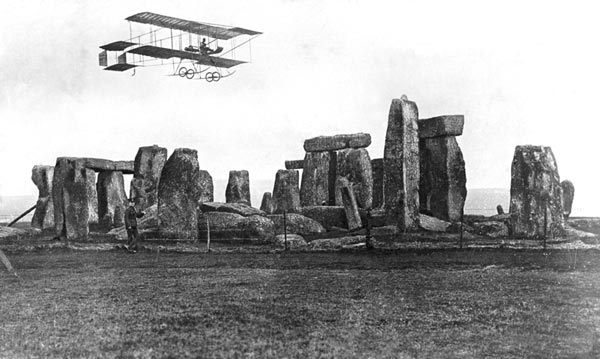
1911 год
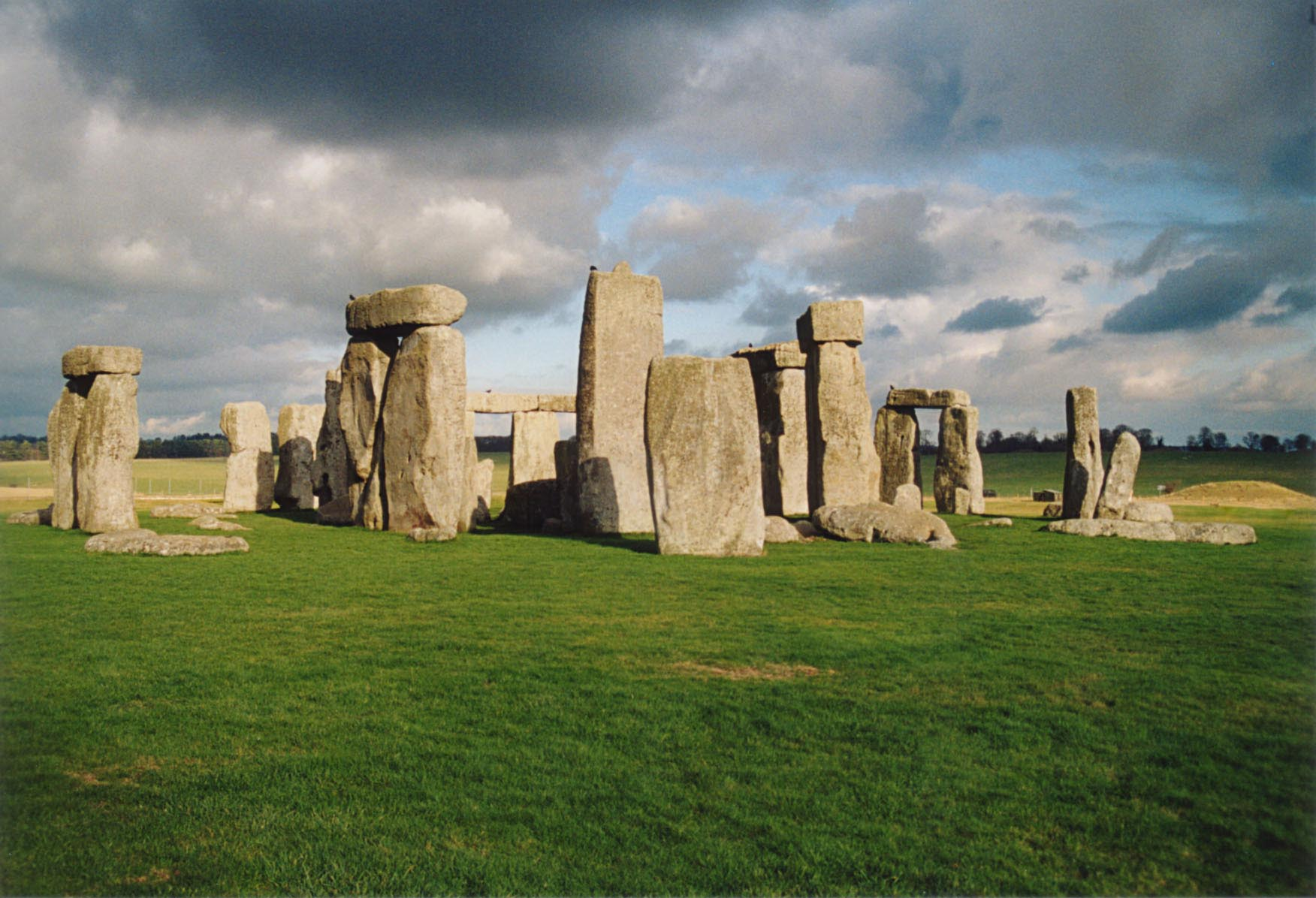
2004 год

## Датировка сооружения

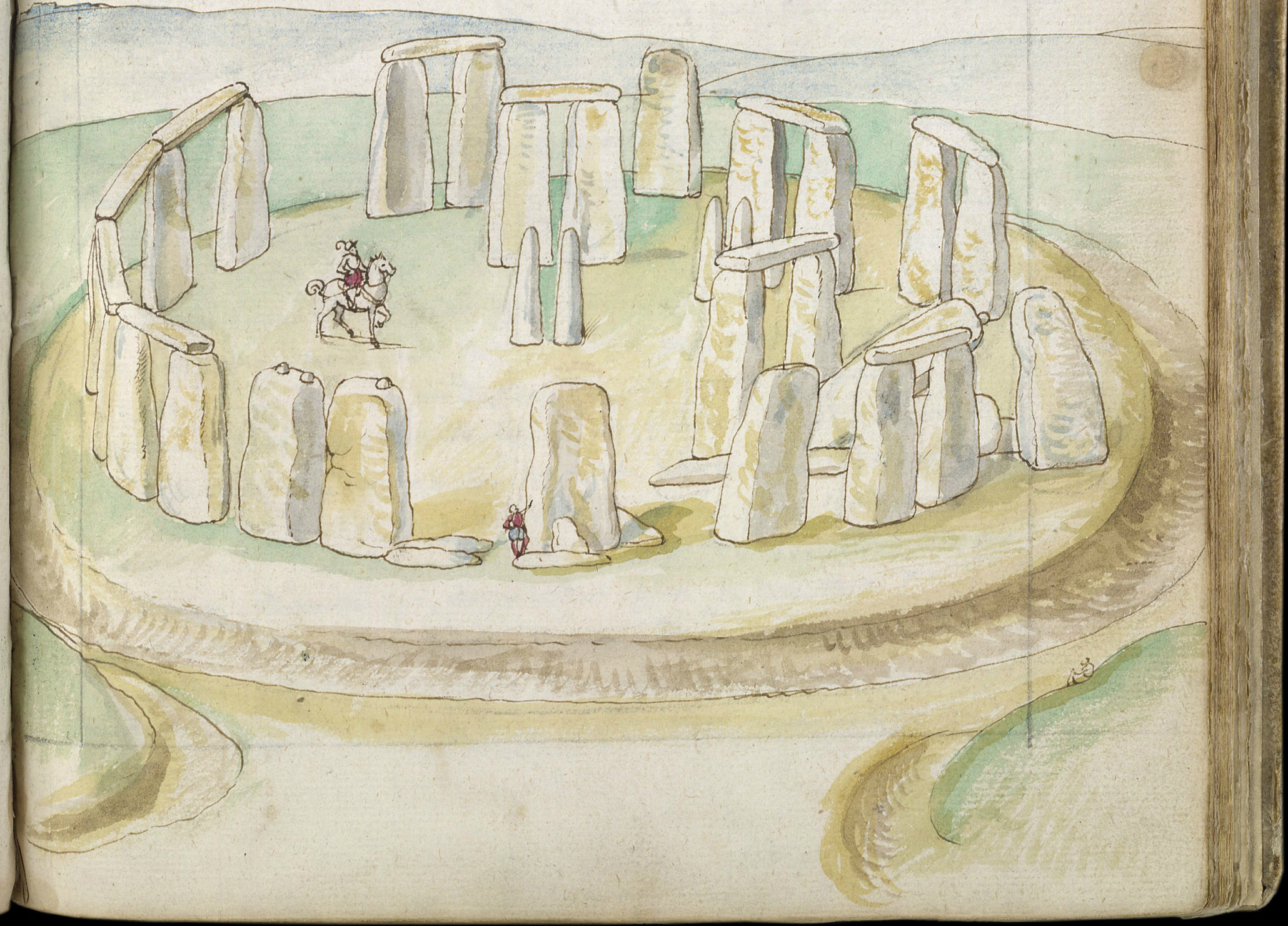
Стоунхендж. Акварель Лукаса де Гира, 1573—1575 гг.

Первые исследователи связывали постройку Стоунхенджа с друидами. Раскопки, однако, отодвинули время создания Стоунхенджа к новокаменному и бронзовому векам. Современная датировка элементов Стоунхенджа основана на радиоуглеродном методе. В настоящее время выделяют следующие фазы:
- Фаза 1 — строительство главного рва и валов (культура Виндмилл-Хилл). Во рву было найдено значительное число оленьих рогов со следами «износа». Поскольку ниже этих рогов ила найдено не было, было высказано предположение, что ров был вырыт вскоре после умерщвления оленей. Последнее событие было датировано радиоуглеродным методом 3020-2910 годами до н. э.
- Фаза 2 — вторичное заполнение рва, деревянные сооружения и лунки Обри.
- Фаза 3 — похоронная врезка в вершину вторичного заполнения рва, постройка каменных колец из песчаника и голубых камней, авеню и лунки Y и Z (Уэссекская культура). Материал для датировки валунов сарсена, имеющийся в весьма ограниченном количестве, указывает на 2440—2100 лет до н. э.[12]

## Назначение

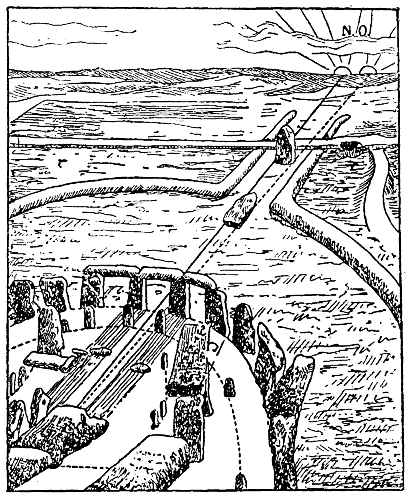
Стоунхендж в летнее солнцестояние, 1700 год

Стоунхендж в летнее солнцестояние, 2014 год

Легенды связывали постройку Стоунхенджа с именем Мерлина. В середине XVII века английский архитектор Иниго Джонс выдвинул версию, что Стоунхендж возвели древние римляне. Некоторые учёные средних веков считали, что Стоунхендж построили швейцарцы или немцы. В начале XIX века утвердилась версия о Стоунхендже, как о святилище друидов. Некоторые считали, что это гробница Боадицеи — языческой королевы.
Ещё авторы XVIII века подметили, что положение камней можно увязать с астрономическими явлениями. В 1901 году выдающийся английский астроном Норман Локьер первый научно доказал идею об астрономической ориентации Стоунхенджа. Он провел расчет и показал, что постройка этого сооружения относится к 1880—1480 гг. до н. э.
Наиболее известная современная попытка истолкования Стоунхенджа как грандиозной обсерватории каменного века принадлежит Дж. Хокинсу и Дж. Уайту.
В 1995 году британский астроном Дункан Стил выдвинул гипотезу, согласно которой Стоунхендж изначально служил для предсказания космических катастроф (связанных с последствиями прохождения Земли через хвост кометы, известный, как Taurida Complex). Научного подтверждения она не имеет.
Также часто утверждают, что Стоунхендж использовался для захоронений. Действительно, на территории памятника найдены захоронения, но произведены они были намного позже постройки Стоунхенджа. Например, во рву найден скелет мужчины, датированный с помощью радиоуглеродного метода 780—410 годами до н. э.
Профессор археологии из Шеффилдского университета Майк Паркер Персон, который руководит проектом Stonehenge Riverside Archaeological Project, отметил, что по его мнению Стоунхендж с самого начала своего существования и до расцвета в третьем тысячелетии до нашей эры рассматривался обитателями Англии как территория для погребения мёртвых:

После проведения раскопок ученые пришли к выводу, что всего в Стоунхендже было захоронено около 240 человек, которые перед погребением были кремированы. При этом археологи считают, что вероятнее всего здесь хоронили представителей местной элиты или правящей династии.
При помощи метода радиоуглеродного анализа ученые установили возраст найденных костей. Наибольшая часть останков относится к 2570—2340 годам до нашей эры, а первая часть праха, которая была обнаружена в самой старой части Стоунхенджа, датирована 3030-2880 годами до нашей эры.
— Учёные узнали предназначение Стоунхенджа // Росбалт, 12.08.2009
В 2022 году английский профессор Борнмутского университета Тимоти Дарвилл описал в журнале Antiquity свои наблюдения, согласно которым Стоунхендж использовался в качестве солнечного календаря по тому же принципу, что и древнеегипетский календарь. Он был рассчитан на 365,25 суток в году и состоял из 30 блоков, соответствующих 30 дням месяца, но до наших дней сохранилось лишь 17. Пять трилитов в центре обозначают празднование середины зимы, длившееся пять дней, а самый высокий камень в композиции представляет собой восход солнца в день зимнего солнцестояния.

## Теории строительства
Согласно данным археологов, мегалитический комплекс сооружали в 3000-2500 годах до н. э.
Существует два основных типа камня, из которых состоят мегалиты — голубой камень и сарсеновый камень.
Сарсены, крупнейшие глыбы Стоунхенджа, весят до 25 тонн. Голубые камни значительно легче — до 5 тонн.
В 1920-х годах британский геолог Герберт Томас предположил, что так называемые голубые камни Стоунхенджа были добыты в валлийском графстве Пембрукшир в скальных образованиях Карн Менин, Карн Алв и Керриг Маршогион.
Порядка 80 лет эта теория никем не оспаривалась.
В 2005 году валлиец Робин Хит выдвинул гипотезу, согласно которой «голубые камни» Стоунхенджа были добыты в горах Пресели (северо-западный Уэльс). Хиту посчастливилось открыть древние преселийские каменоломни. По мнению Хита, камни в Стоунхендж доставлялись морем (на катамаранах из лодок-долблёнок), а далее — волоком. Эту гипотезу поддержал британский археолог Майкл Пирсон, раскапывавший бывший каменный круг Ваун Маун, который, по его мнению, был позднее перетащен на место Стоунхенджа.
Более новые исследования (Роб Иксер из Университета Лестера и Ричард Бевинс из Национального музея Уэльса) в 2011 году обнаружили древнюю каменоломню в Крейг-Рос-и-Фелин и Карн Годог (севернее тех, что указал Томас); судя по всему, оттуда и взяты голубые камни Стоунхенджа. При этом, как они утверждают, что путь камней пролегал не по морю, как считал Томас, а по суше и рекам — для перемещения камней древние люди использовали тягловых животных и перекатывающиеся бревна (однако, достоверно неизвестно, как именно их могли транспортировать; но в конце 2010-х был проведен эксперимент — инсценировка того, как можно было бы передвинуть камень массой в тонну).
В исследовании, опубликованном в 2024 году, делается вывод, что алтарный камень — самый крупный из «голубых камней» — весом шесть тонн и размерами 4,9 × 1,0 × 0,5 метров мог быть привезён с самого севера Шотландии: из Оркадской впадины по меньшей мере в 750 километрах от Стоунхенджа. По одной из версий, его доставили морским путём.

## Окрестности Стоунхенджа

Исторические и археологические памятники в окрестностях Стоунхенджа

Кроме Стоунхенджского кромлеха, в близлежащей местности выявлен ряд других памятников эпохи неолита и более позднего времени. Среди них курганы, рвы, другие культовые сооружения. Упоминания заслуживает Стоунхенджский курсус (англ. Stonehenge Cursus) — система неглубоких (1—2 м глубиной) рвов, имеющих протяжённость на местности около 3 км и шириной 100—150 м. Курсус ориентирован длинной частью с востока на запад, его центр отстоит в 800 метрах на север от Стоунхенджского кромлеха. Предполагается, что курсус, как и сам Стоунхендж, имел культовое назначение.

## Инциденты
19 июня 2024 года, накануне летнего солнцестояния, когда к древнему сооружению ожидалось прибытие тысяч людей, группа экологических активистов из Just Stop Oil распылила оранжевую краску на памятник Стоунхендж, требуя подписания договора о прекращении использования ископаемого топлива к 2030 году. По словам представителя организации English Heritage, отвечающей за охрану памятника, краска нанесла ущерб камням, и потребуется много времени и средств для восстановления первоначального вида памятника.